# La Montagne (Zeitung)
La Montagne (deutsch: der Berg) ist einen täglich erscheinende, regionale Zeitung mit Sitz in Clermont-Ferrand. Die Zeitung wurde 1919 von Alexandre Varenne gegründet. Der Name sollte dabei die politische Nähe zur Bergpartei widerspiegeln.

## Geschichte und Hintergründe
Die Zeitung erschien erstmals am 4. Oktober 1919 unter dem Namen La Montagne, Quotidien de la Démocratie Socialiste du Centre (deutsch: Der Berg, Tageszeitung der Sozialistischen Demokratie des Zentrums).
Bis 1925 wurde die Zeitung von ihrem Gründer Alexandre Varenne geleitet. Nach seiner Wahl zum Generalgouverneur von Indochina übergab der die Leitung an seinen Bruder Jean Varenne.
Während des Vichy Regimes erschien die Zeitung zwischen dem 27. August 1943 und dem 15. September 1944 nicht. In der Nachkriegszeit wurde sie zur Haupt- und später zur einzigen Tageszeitung der Region.
1963 wurde die Zeitung unbenannt und erhielt ihren aktuellen Namen: "La Montagne Centre France". Die Zeitung gehört zur 1972 gegründeten Pressegruppe Centre France zu der auch zahlreiche andere Publikationen gehören.
Die Auflage der Zeitung ist leicht rück⁣gängig. Im Jahre 2024 betrug diese 116.418, was einen Rückgang von 5,2 % im Vergleich zum Vorjahr darstellt.